# جودی مودی و تابستان نه چندان ناخوشایند
جودی مودی و تابستان نه چندان ناخوشایند (به انگلیسی: Judy Moody and the Not Bummer Summer) فیلمی محصول سال ۲۰۱۱ و به کارگردانی جان شولتز است. در این فیلم بازیگرانی همچون هدر گراهام، پاریس ماستلر، پرستون بیلی، گرت رایان، تایلار هندلر، جلیل ویت، جوردانا بتی، جانت وارنی، بوبی سو لوتر، هانتر کینگ، اشلی بوچر، رابرت کوستانزو و کامرون بویس ایفای نقش کرده‌اند.